# بشير سيد عزارة
بشير سيد عزارة (مواليد 3 مارس 1996) هو مصارع يوناني روماني من الجزائر. فاز في بطولة المصارعة الأفريقية، بما مجموعه سبع ميداليات: أربع ميداليات ذهبية وثلاث ميداليات فضية في ست سنوات متتالية (2015 - 2020).

## المسار الرياضي
مثّل الجزائر [الإنجليزية] في دورة الألعاب الإفريقية 2019 التي أقيمت في الرباط بالمغرب وفاز بالميدالية الذهبية في وزن 87 كلغ رجال. في عام 2015، شارك أيضًا في الألعاب الأفريقية وفاز بالميدالية الفضية في وزن80 كلغ [الإنجليزية] للرجال في ذلك الوقت.
في عام 2020، شارك في بطولة الرجال منافسة  87 كلغ في كأس العالم للمصارعة الفردية [الإنجليزية] الذي عقد في بلغراد، صربيا. تأهل لبطولة التصفيات الأولمبية لأفريقيا وأوقيانوسيا 2021 ‏ لتمثيل الجزائر في دورة الألعاب الأولمبية الصيفية 2020 في طوكيو، اليابان. تنافس في منافسة 87 كلغ [الإنجليزية] . فاز في مباراته الأولى ضد بينج فاي من الصين ثم خسر أمام الحاصل على الميدالية الذهبية في نهاية المطاف زان بيلينيوك الأوكراني. في الإعادة أقصاه  الحاصل على الميدالية البرونزية زوراب داتوناشفيلي الصربي.
فاز بالميدالية الذهبية في وزنه في بطولة 2022 الأفريقية للمصارعة [الإنجليزية] التي أقيمت في الجديدة بالمغرب. وفاز بالميدالية الذهبية في منافسة 87 كلغ [الإنجليزية] في دورة ألعاب البحر الأبيض المتوسط 2022 التي أقيمت في وهران بالجزائر. في النهائي، هزم ميركو مينجوزي من إيطاليا.

## النتائج الرئيسية
| السنة | المسابقة                               | موقع                      | نتيجة  | حدث                               |
| ----- | -------------------------------------- | ------------------------- | ------ | --------------------------------- |
| 2015  | دورة الالعاب الافريقية [الإنجليزية]    | برازافيل، جمهورية الكونغو | الثاني | يوناني روماني 80 كيلو             |
| 2017  | ألعاب التضامن الإسلامي [الإنجليزية]    | باكو، أذربيجان            | الثالث | يوناني روماني 80 كيلو             |
| 2018  | العاب البحر المتوسط [الإنجليزية]       | تاراغونا، إسبانيا         | الثاني | يوناني روماني 87 كلغ              |
| 2019  | دورة الالعاب الافريقية                 | الرباط، المغرب            | الأول  | يوناني روماني 87 كلغ              |
| 2022  | بطولات المصارعة الافريقية [الإنجليزية] | الجديدة، المغرب           | الأول  | يوناني روماني 87 كلغ              |
| 2022  | العاب البحر المتوسط                    | وهران، الجزائر            | الأول  | يوناني روماني 87 كلغ [الإنجليزية] |

## روابط خارجية
- بشير سيدازارة على موقع قاعدة بيانات المصارعة الدولية (الإنجليزية)
- بشير سيدازارة على موقع قاعدة بيانات المصارعة الدولية (الإنجليزية)
- بشير سيدازارة على موقع اللجنة الأولمبية الدولية (الإنجليزية)
- بشير سيدازارة على موقع أوليمبيديا (الإنجليزية)